# Mephisto (jeu d'échecs)
Pour les articles homonymes, voir Méphistophélès (homonymie).

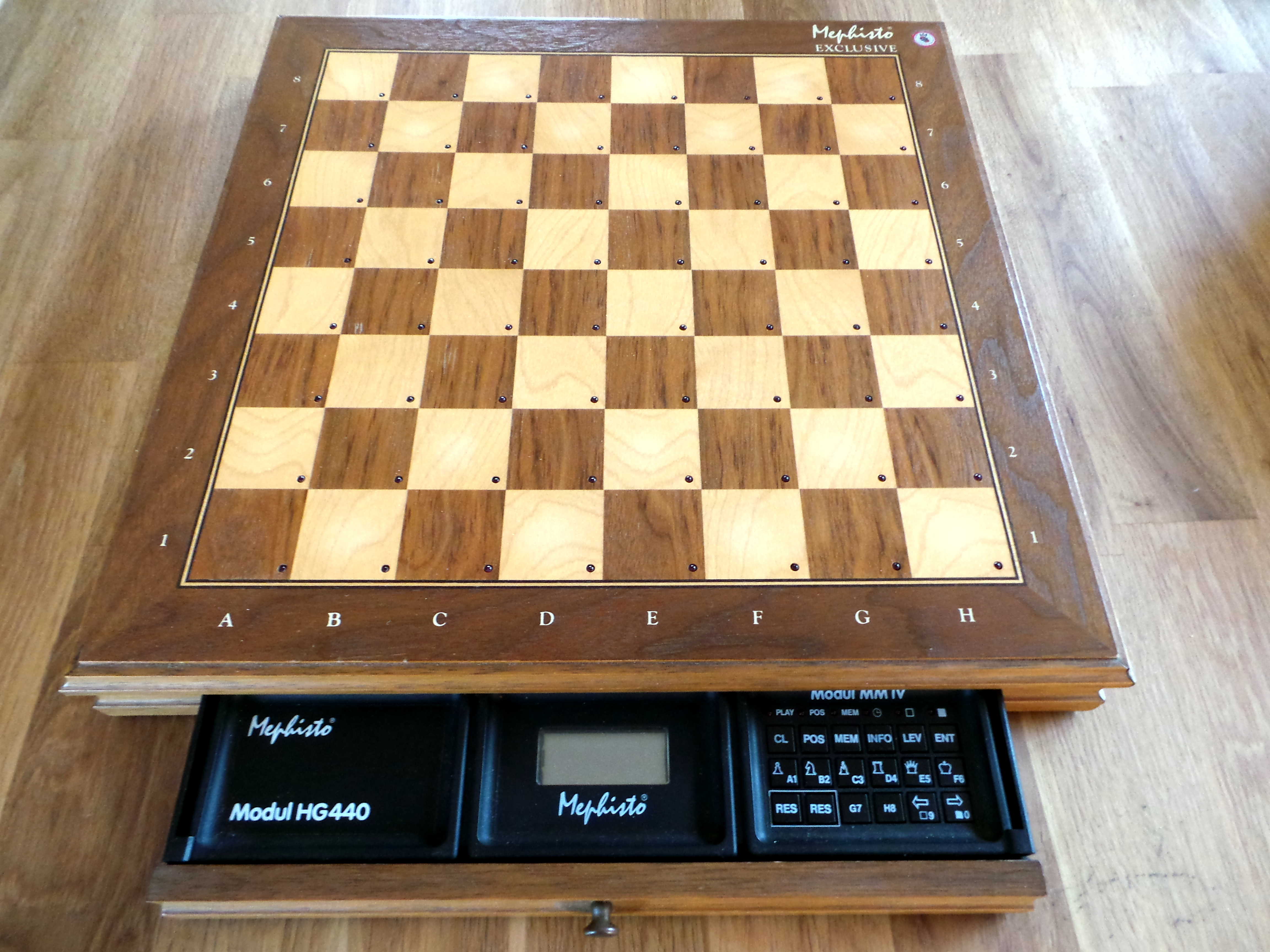
Ordinateur Mephisto Exclusive.

Mephisto est une gamme d'ordinateur d'échecs haut de gamme commercialisée par Hegener et Glaser dans les années 1980 et 1990. La marque a été rachetée par Saitek en 1994.

## Histoire
Le premier ordinateur de la gamme Mephisto sort en 1981 sous le nom de Brikett. Ce modèle est muni de touches et d'un petit écran mais n'a pas d'échiquier.
En 1984, Thomas Nitsche et Elmar Henne remportent les championnats du monde d'échecs des micro-ordinateurs (ex æquo) avec le modèle Glasgow. Hegener & Glaser recrute le programmeur Richard Lang, et les Mephisto remportent les cinq championnats suivants, jusqu'en 1990. La bibliothèque d'ouverture est développée par Ossi Weiner. Frans Morsch contribue à certains modèles, comme le Mephisto Atlanta. Richard Lang portera ensuite ses programmes sur PC sous les noms Psion et Chess Genius. Le programme Gideon d'Ed Schröder, utilisé sur le Mephisto RISC 2, remporte le championnat du monde des ordinateurs toutes catégories confondues en 1992.
Les modèles utilisent des architectures, 8, 16 puis 32 bits, sur des processeurs 6502, Motorola 68HC05, Motorola 68000 et d'autres.
La gamme consistait principalement en des échiquiers auto-sensitifs modulaires de haut de gamme. L'échiquier était vendu 600€ environ, les modules interchangeables entre 200 et 2200€. Ce segment a connu un net recul à partir des années 1990 avec l'avènement des programmes pour PC. Saitek rachète Hegener & Glaser en grave difficulté financière en 1994.
En 2004, Phoenix Chess Systems a repris l'aspect et le concept modulaire des échiquiers avec un modèle nommé Resurrection.